# NGC 1066
NGC 1066 (również PGC 10338 lub UGC 2203) – galaktyka eliptyczna (E), znajdująca się w gwiazdozbiorze Trójkąta. Odkrył ją William Herschel 12 września 1784 roku.